# 岡本和浩
岡本 和浩（おかもと かずひろ、1992年4月17日 - ）は、日本の男性声優。鳥取県出身。アンバーノート所属。

## 略歴
アミューズメントメディア総合学院声優タレント学科卒業。在学中にボイスドラマ『四十五番目の話』に出演し、AMGエンタテインメント賞を受賞。
AMG卒業後はAbility Soul Pro（現：FIRST WIND production）に準所属していたが、ビーボに所属していた。2022年4月からアンバーノートに所属。

## 人物
趣味にはスポーツ観戦とゲーム、特技にはバスケットボールをそれぞれ挙げている。
姉がいる。

## 現在の出演者

### ナレーション
- Nスタ（水曜・金曜担当、2021年4月2日 - 、TBSテレビ）

## 過去の出演者
太字はメインキャラクター。

### テレビアニメ
- 美男高校地球防衛部LOVE!（2015年、生徒D）
- ジュエルペット マジカルチェンジ（2015年、通行人1、観客1、客B、男客1、モヒカン 他）
- ID:INVADED イド:インヴェイデッド（2020年、隊員D、刑事A、隊員、捜査員）
- ツキウタ。 THE ANIMATION2（2020年、オペレーターC）

### 劇場アニメ
- 世界一初恋 〜プロポーズ編〜（2020年、新郎）

### Webアニメ
- スプリガン（2022年、乗組員F）

### ゲーム
- インフィニタ・ストラーダ（2014年）
- パズドラZ（2015年）
- スマッシュ&マジック（2017年、ライオット）
- モンスターストライク（2017年、ディーヴァダッタ）
- ファイトリーグ（2018年、獣量級戦車バイソンJr[8]）
- スマッシュ&マジック（2017年、ライオット）
- るるたるイデア（2018年）
- THE KING OF FIGHTERS for GIRLS（2019年、ロバート・ガルシア[9]）

### ボイスドラマ
- 四十五番目の話[4]
- マガツノート（2022年 - 2024年、忠勝）

### 吹き替え

#### 映画
- あなたとのキスまでの距離（アーロン〈マシュー・ダダリオ〉）
- かけがえのない人
- グッド・ネイバー（サンジェイ〈ニック・ドダニ〉）
- ジグソウ：ソウ・レガシー（ミッチ〈マンデラ・ヴァン・ピーブルズ〉[10]）
- シー・サバイバー（カラーシ）
- ジョーズ・リターン（英語版）（ブラッドバーン）
- ストーンウォール（ポール〈ベン・サリヴァン〉[11]）
- バチカン・テープ（トーマス）
- バーニング・ブラッド（英語版）（ビクトル）
- ファイナル・ガール (映画)（英語版）（ネルソン）
- プリズン・エクスペリメント（カイル・パーカー〈マット・ベネット〉）
- ホーンテッド・サイト（英語版）（レンショウ）
- メガストーム（TJ）
- ライオット・クラブ（ジョージ）
- 霊幻道士 こちらキョンシー退治局（PC28210〈ディクソン・ウォン〉）
- レッドファクション 地球防衛軍 VS 火星反乱軍（ヘイル）

#### テレビ
- BS世界のドキュメンタリー（2020年3月17日、NHK BS1）

### ナレーション
- ポケモンの家あつまる?（2021年1月10日 - 、テレビ東京）

### オーディオブック
- Audible版「超筋トレが最強のソリューションである 筋肉が人生を変える超科学的な理由」完全版（2020年）

## ディスコグラフィ

### キャラクターソング
| 発売日         | 商品名                                | 歌                                                                       | 楽曲                            | 備考                                           |
| -------------- | ------------------------------------- | ------------------------------------------------------------------------ | ------------------------------- | ---------------------------------------------- |
| 2019年11月20日 | KING OF FIRE                          | リョウ・サカザキ（木村昴）、ロバート・ガルシア（岡本和浩）、包（堀江瞬） | 「不撓不屈」                    | ゲーム『THE KING OF FIGHTERS for GIRLS』関連曲 |
| 2023年1月31日  | マガツノート 1st フルアルバム「魂響」 | ARK医療局（家康（美藤大樹）、忠勝（岡本和浩）、直政（沢城千春））        | 「In The End＜CHARACTER ver＞」 | 『マガツノート』関連曲                         |